# Commelle
Commelle est une ancienne commune française située dans le département de l'Isère en région Auvergne-Rhône-Alpes. Depuis le 1er janvier 2019, elle est une commune déléguée de Porte des Bonnevaux.

## Toponymie
Albert Dauzat associe ce toponyme aux La Comelle, Courmelles, Courmelles y décelant le français colonne suffixé de -ellum (diminutif).

## Histoire
Le 1er janvier 2019, la commune fusionne avec Arzay, Nantoin et Semons pour former la commune nouvelle de Porte des Bonnevaux dont la création est actée par un arrêté préfectoral du 11 octobre 2018.

## Politique et administration
| Période    | Période          | Identité           | Étiquette | Qualité       |
| ---------- | ---------------- | ------------------ | --------- | ------------- |
| mars 2001  | mars 2011        | Jean-Marc François |           |               |
| avril 2011 | 31 décembre 2018 | Alain Meunier      | SE        | Fonctionnaire |

## Démographie
L'évolution du nombre d'habitants est connue à travers les recensements de la population effectués dans la commune depuis 1793. Pour les communes de moins de 10 000 habitants, une enquête de recensement portant sur toute la population est réalisée tous les cinq ans, les populations de référence des années intermédiaires étant quant à elles estimées par interpolation ou extrapolation. Pour la commune, le premier recensement exhaustif entrant dans le cadre du nouveau dispositif a été réalisé en 2004.

En 2016, la commune comptait 947 habitants, en évolution de +19,27 % par rapport à 2010 (Isère : +3,07 %, France hors Mayotte : +2,11 %).
| 1793 | 1800 | 1806 | 1821 | 1831 | 1836 | 1841 | 1846 | 1851 |
| ---- | ---- | ---- | ---- | ---- | ---- | ---- | ---- | ---- |
| 728  | 733  | 758  | 809  | 835  | 851  | 800  | 756  | 771  |

| 1856 | 1861 | 1866 | 1872 | 1876 | 1881 | 1886 | 1891 | 1896 |
| ---- | ---- | ---- | ---- | ---- | ---- | ---- | ---- | ---- |
| 720  | 768  | 722  | 737  | 722  | 672  | 632  | 603  | 599  |

| 1901 | 1906 | 1911 | 1921 | 1926 | 1931 | 1936 | 1946 | 1954 |
| ---- | ---- | ---- | ---- | ---- | ---- | ---- | ---- | ---- |
| 583  | 605  | 556  | 515  | 517  | 545  | 506  | 480  | 423  |

| 1962 | 1968 | 1975 | 1982 | 1990 | 1999 | 2004 | 2006 | 2009 |
| ---- | ---- | ---- | ---- | ---- | ---- | ---- | ---- | ---- |
| 408  | 401  | 436  | 518  | 563  | 598  | 656  | 662  | 775  |

| 2014 | 2016 | - | - | - | - | - | - | - |
| ---- | ---- | - | - | - | - | - | - | - |
| 907  | 947  | - | - | - | - | - | - | - |

## Lieux et monuments
Commelle est traversée par la route du village qui relie le nord de la commune au sud.
- Église Saint-Romain de Commelle.